# 蘇萊格峰
46°37′17.4″N 7°51′7.1″E / 46.621500°N 7.851972°E
蘇萊格峰（德語：Sulegg）是瑞士伯恩州的山峰，位於該國南部，屬於伯尔尼山的一部分，處於伯尔尼高地，海拔高度2,413米。

## 外部連結
- Sulegg on Hikr （页面存档备份，存于）